# Modelica
Modelica是一种面向对象、声明式的多领域建模语言，可用于基于组件的复杂系统建模（此复杂系统指的是包含了机械、电气、电子、液压、热力、控制、电力或过程控制等相关领域子系统的多领域耦合系统）。Modelica语言是自由软件（免费、开源），由非盈利性质的Modelica协会开发。Modelica协会也开发了同样为自由软件的Modelica标准库，Modelica标准库包含可用于不同领域的约1290个常见组件模型和910个函数（3.2版中）。